# Walpurgina
La walpurgina es un mineral arseniato de la clase de los minerales fosfatos, y dentro de esta pertenece al llamado “grupo de la walpurgita”. Fue descubierta en 1871 en el yacimiento de Walpurgis en el distrito de los Montes Metálicos Centrales de los montes Metálicos, en Sajonia (Alemania), siendo nombrada así por esta localización.

## Características químicas
Es un uranilo-arseniato hidratado de bismuto. El grupo de la walpurgita al que pertenece son uranilo-fosfatos o arseniatos hidratados con cationes bismutatos. Es dimorfo con la ortowalpurgina, de igual fórmula química pero del sistema cristalino ortorrómbico.

## Formación y yacimientos
Es un raro mineral secundario que se forma en la zona de oxidación de los yacimientos polimetálicos hidrotermales ricos en bismuto, uranio y arsénico.
Suele encontrarse asociado a otros minerales como: troegerita, zeunerita, uranosferita, uranospinita o torbernita.

## Usos
Puede ser extraído en las minas como mena del estratégico uranio. Debe ser manipulado y almacenado con los correspondientes protocolos de seguridad por su alta radiactividad.